# 朗妮·维克隆
朗妮·维克隆（挪威語：Ragne Wiklund，2000年5月9日—）生于奥斯陆，是一名挪威女子速度滑冰和定向运动员，主攻中长距离。她在大约三岁时开始接触滑冰，当时她看到朋友在练滑冰后，便也开始学习滑冰。2017年，她完成个人世界杯分站赛首秀。2019年，她进入挪威生命科學大學就读。维克隆曾在2021年世界速度滑冰锦标赛上摘得女子1500公尺冠军，成为83年来首位在速度滑冰世锦赛上夺冠的挪威女选手。维克隆在定向运动上也有不俗表现，曾在全国锦标赛成年组获得奖牌。